# Robert Walker (fotbollsspelare)
Robert Walker, född 6 mars 1987 i Sundsvall, är en före detta fotbollsspelare, son till fotbollstränaren Patrick Walker och bror till fotbollsspelaren och vinnaren av Idol 2013 Kevin Walker.